# Alternativa Popolare Rivoluzionaria
L'Alternativa Popolare Rivoluzionaria (in spagnolo Alternativa Popular Revolucionaria) è una coalizione venezuelana costituitasi nell'agosto 2020 guidata dal Partito Comunista del Venezuela, che racchiude diverse formazioni di estrema sinistra critiche nei confronti dell'operato di Maduro, staccatesi dal Grande Polo Patriottico, costituendo il cosiddetto "chavismo dissidente".

## Storia
Fin dall'inizio della Rivoluzione bolivariana nel 1998, il Partito Comunista del Venezuela ha sempre sostenuto Hugo Chávez, così come il successore Nicolás Maduro. 
Tuttavia la linea del partito iniziò a cambiare atteggiamento nei confronti del governo già a partire dal proprio XV Congresso, tenutosi nel 2017, nel quale si dichiarò «si acuiscono i conflitti nel blocco bolivariano, parte del quale ha cambiato la sua condizione di classe per integrarsi nei distinti settori della borghesia, producendo contraddizioni intercapitaliste non antagoniste», in più si sottolineò la necessità di costruire un blocco popolare rivoluzionario. Tuttavia, sebbene più reticente, continuò a far parte della coalizione di governo.
Un clima di conflitto si instaurò poi nel 2018, in quanto alcuni comitati contadini erano in disaccordo sulle politiche agricole condotte dal governo, e iniziarono un dialogo con esso. Il Partito Comunista si schierò dalla parte dei comitati, e chiese al governo di proteggere adeguatamente i membri comunisti coinvolti nella vicenda, in quanto temevano per la propria incolumità date le minacce delle grandi aziende. In questo clima di tensione avvenne l'omicidio, tuttora irrisolto, di Luis Fajardo, membro del comitato centrale del PC e attivista dei comitati. Il PC accusò pubblicamente il governo di non aver protetto Fajardo nonostante le richieste.
Per tutto il 2019 l'atteggiamento del PCV fu ambiguo, appoggiando Maduro ma talvolta protestando duramente contro alcuni provvedimenti.
Nell'agosto 2020 costituì assieme ad altre forze l'Alternativa Popolare Rivoluzionaria, in vista delle elezioni di ottobre, segnando l'uscita dalla coalizione di governo. Non era tuttavia chiaro come l'APR si ponesse rispetto al governo, in quanto mantenne posizioni ambigue, lasciando aperte le strade sia per un appoggio esterno sia per un'opposizione.
La rottura definitiva arrivò nel gennaio 2021, quando il PCV dichiarò la linea di Maduro come una "linea neoliberale", e accusò il governo di autoritarismo, dichiarando che questo cammino "può condurre al fascismo".

## Membri
- Partito Comunista del Venezuela (marxismo-leninismo)
- Patria Para Todos (socialismo libertario)
- Movimiento Tupamaro de Venezuela (guevarismo)
- Partido Revolucionario del Trabajo (marxismo-leninismo)
- Lucha de Clases (trotskismo)
- Movimiento Somos Lina (antimperialismo)
- Movimiento Bolivariano Revolucionario (nazionalismo di sinistra)
- Izquierda Unida	(socialismo)
- Compromiso País			(antioligarchismo)
- Red Autónoma de Comuneros (comunalismo)

## Risultati elettorali
| Elezione          | Voti    | %   | Seggi   |
| ----------------- | ------- | --- | ------- |
| Parlamentari 2020 | 168.743 | 2,7 | 1 / 277 |